# Elżbieta Ratajczak
Elżbieta Teresa Ratajczak (Leszno; 14 de Agosto de 1946 — ) é um político da Polónia. Ela foi eleito para a Sejm em 25 de Setembro de 2005 com 8342 votos em 36 no distrito de Kalisz, candidato pelas listas do partido Liga Polskich Rodzin.
Ele também foi membro da Sejm 2001-2005.